# 安德烈斯·希门尼斯
安德烈斯·希门尼斯（西班牙語：Andrés Jiménez，1962年6月6日—），西班牙男子篮球运动员。他曾代表西班牙参加1984年、1988年和1992年夏季奥林匹克运动会篮球比赛，其中1984年奥运会获得一枚银牌。